# Список музеїв Барселони
Список музеїв, розташованих в Барселоні.
- Музей Пікассо (кат. Museu Picasso)

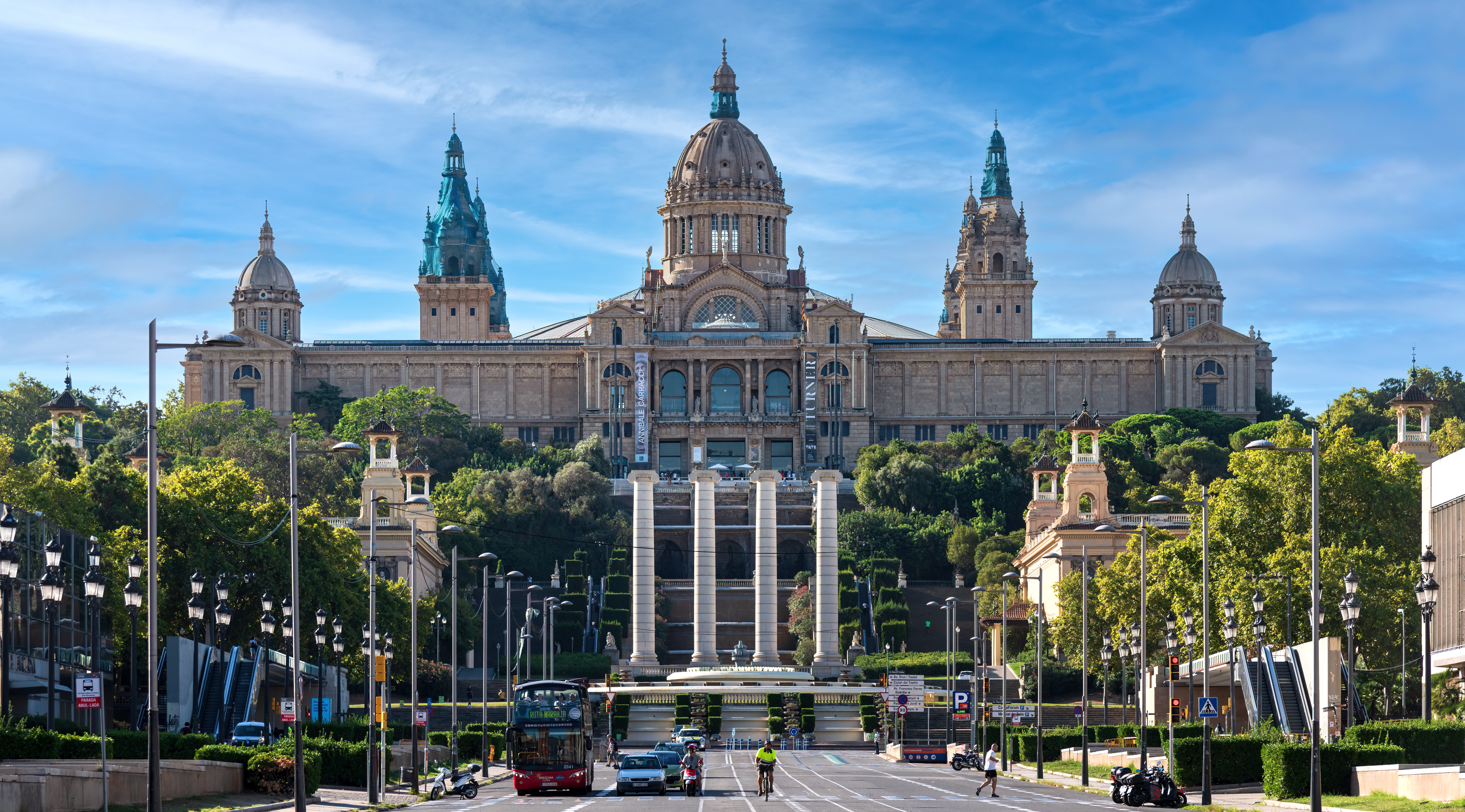
Національний музей мистецтва Каталонії

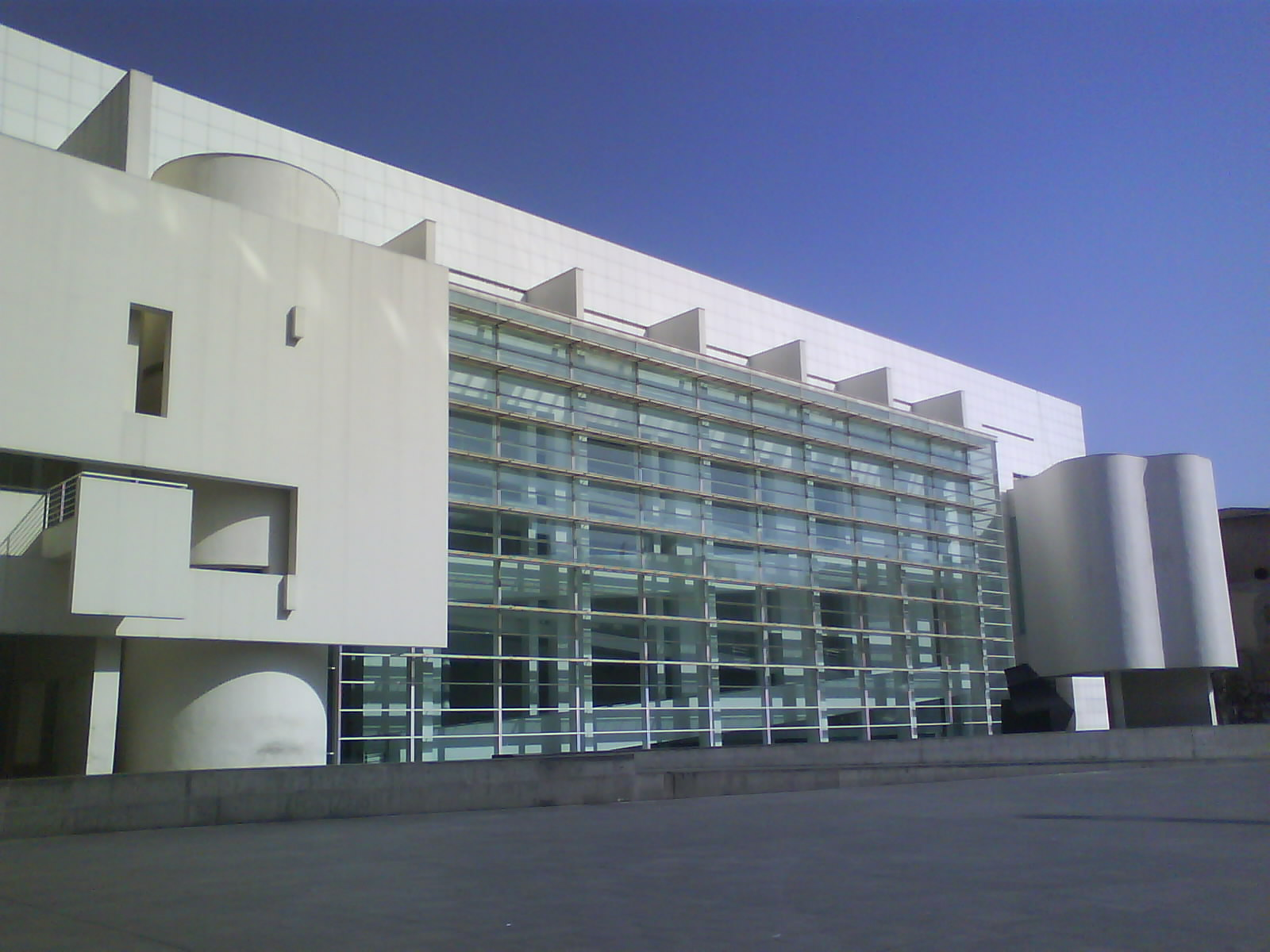
Музей сучасного мистецтва

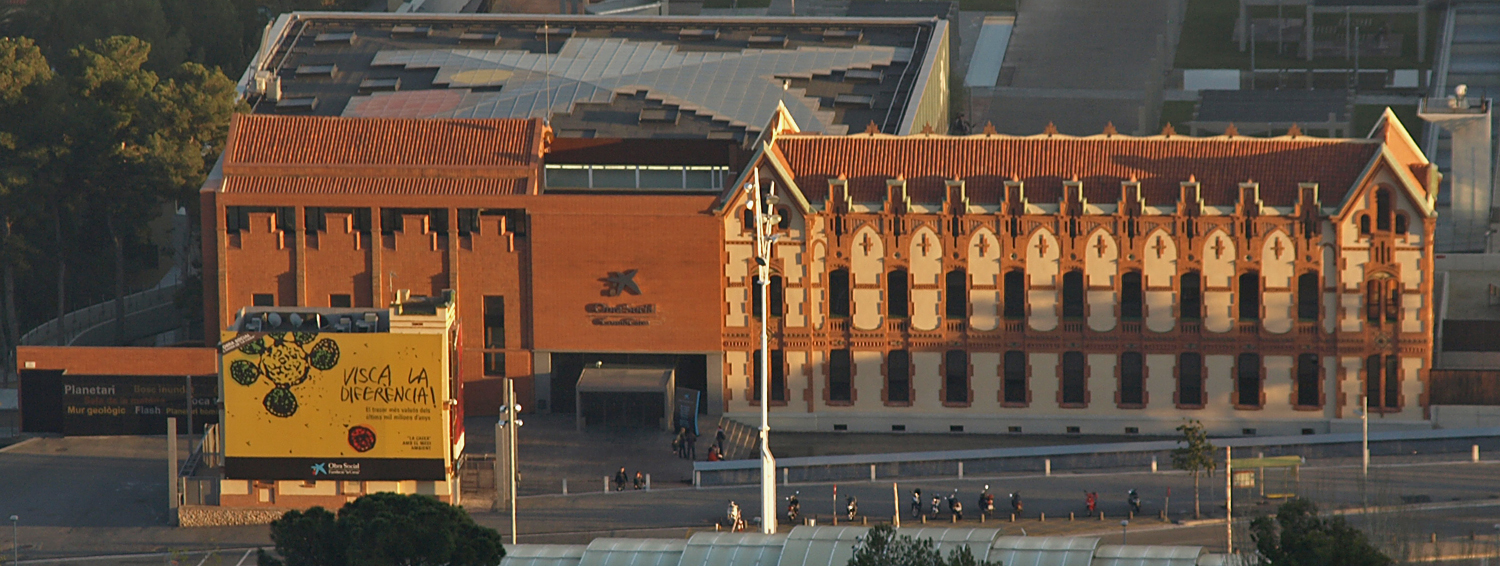
Музей науки CosmoCaixa

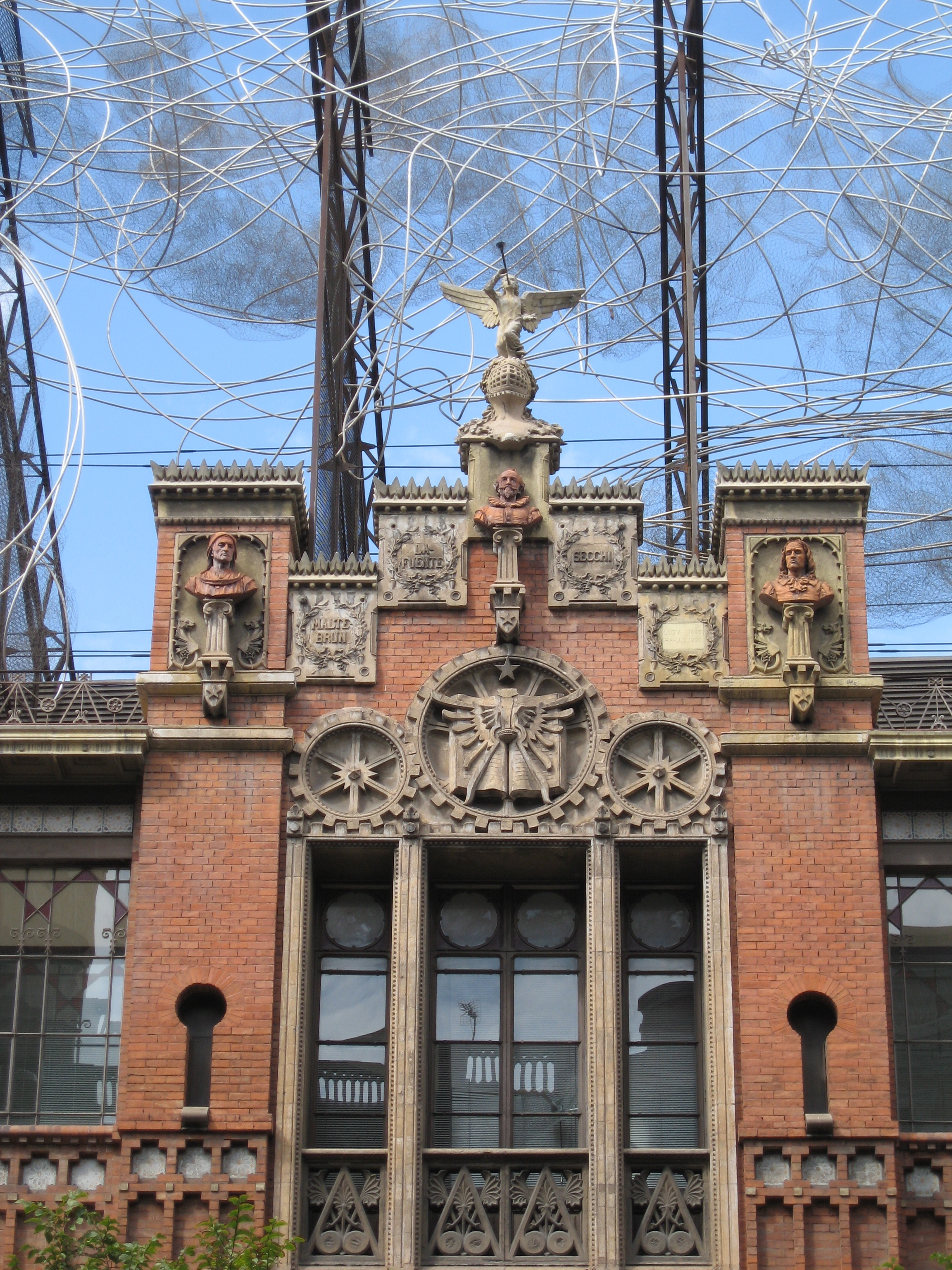
Фонд Антоні Тапіеса

- Музей нового мистецтва (кат. Museu d'Art Modern)
- Музей сучасного мистецтва (кат. Museu d'Art Contemporani de Barcelona)
- Музей Фредеріка Мареса (кат. Museu Frederic Marès)
- Музей історії міста (кат. Museu d'Història de la Ciutat)
- Будинок-музей Гауді (кат. Museu Gaudí)
- Музей Храму спокути святого сімейства (кат. Museu del Temple Expiatori de la Sagrada Família)
- Зоологічний музей (кат. Museu de Zoologia)
- Геологічний музей (кат. Museu de Geologia)
- Музей науки (кат. Museu de Ciències de Barcelona)
- Археологічний музей Каталонії (кат. Museu d'Arqueologia de Catalunya)
- Музей монастиря Педралбес (кат. Palau Reial de Pedralbes)
- Етнологічний музей (кат. Museu Etnològic de Barcelona)
- Фонд Жуана Міро (кат. Fundació Joan Miró)
- Фонд Антоні Тапіеса (кат. Fundació Antoni Tàpies)
- Музей історії Каталонії (кат. Museu d'Història de Catalunya)
- Музей коміксів і ілюстрацій (кат. Museu del Còmic i la Il·lustració)
- Морський музей (кат. Museu Marítim)
- Музей текстилю та одягу (кат. Museu Textil i d’Indumentària)
- Національний музей мистецтва Каталонії (кат. Museu Nacional d'Art de Catalunya)
- Музей доколумбового мистецтва Барбьєр-Муельєр (кат. Museu Barbier-Mueller d'Art Precolombí)
- Музей шоколаду (кат. Museu de la Xocolata)
- Центр мистецтв Санта Моніка (кат. Centre d'Art Santa Mònica)
- Іспанське село (кат. Poble Espanyol)
- Музей воскових фігур Барселони (кат. Museu de Cera de Barcelona)
- Культурний центр Барселони (кат. CaixaForum Barcelona)
- Музей футбольного клубу «Барселона» (кат. Museu del Fútbol Club Barcelona)
- Музей еротики (кат. Museu de l'Eròtica de Barcelona)
- Павільйон Міс ван дер Рое (кат. Pavelló Mies van der Rohe)
- Музей науки CosmoCaixa (кат. Museu de la Ciencia CosmoCaixa)
- Військовий музей (кат. Museu Militar de Montjuic)
- Барселонський центр сучасної культури (кат. Centre de Cultura Contemporània de Barcelona)
- Музей Олімпійських ігор та спорту (кат. Museu Olímpic i de l'Esport de Barcelona)
- Музей кераміки (кат. Museo de Ceramica)
- Музей історії перукарського мистецтва (кат. Museu d'història de la Perruqueria)
- Музей Єгипту (кат. Museo Egipci)
- Музей декоративного мистецтва (кат. Museu de les Arts Decoratives)
- Фонд Франциско Даурелла (кат. Fundacio Fran Daurel)